# Prosopocoilus maclellandi
Prosopocoilus maclellandi es una especie de coleóptero de la familia Lucanidae. Presenta las subespecies Prosopocoilus maclellandi maclellandi y Prosopocoilus maclellandi miyashitai.

## Distribución geográfica
Habita en Uttar Pradesh, Assam, Tailandia y  Birmania.